# Cihangir
Cihangir é um bairro de Istambul, Turquia, que faz parte do distrito de Beyoğlu, situado no lado europeu do Bósforo, a norte do Corno de Ouro, na encosta entre a Praça Taksim e o bairro costeiro de Kabataş. É uma área com muitas ruas estreitas, um jardim público e muitos cafés. O seu nome deriva das palavras persa "Jahan" e "gir" (جہانگير), que significam "conquistador do mundo".
Em 2012, o jornal britânico The Guardian incluiu Cihangir na lista dos cinco melhores lugares do mundo para se viver, ao lado do Santa Cruz de Tenerife, em Espanha; o distrito de Sankt Pauli, em Hamburgo; a costa norte de Maui, na Hawaii, e Portland, no estado de Oregon (Estados Unidos).

## História
Durante o período bizantino provavelmente a área não tinha casas, apesat de existirem edifícios bizantinos no que são hoje os bairros de Tophane e Fındıklı, situados na margem do Bósforo abaixo de Cihangir.
Durante o reinado de Solimão, o Magnífico, Cihangir era um terreno de caça florestado. Era um dos lugares favoritos de Cihangir, um dos filhos de Solimão. Após a morte desse seu filho, o sultão mandou ali erigir uma mesquita de madeira com vista sobre o Bósforo, a qual foi construída pelo arquiteto imperial Mimar Sinan. O nome do bairro provém desta mesquita.
Na segunda metade do século XIX, o constante aumento de imigrantes europeus não otomanos em Istambul fez subir os preços do imobiliário no vizinho bairro de Pera, ao qual estavam supostamente e oficialmente confinados. Apesar disso, alguns europeus compraram terrenos fora de Pera, nomeadamente em Tophane, Fındıklı e Cihangir, o que deu origem ao desenvolvimento urbanístico destas áreas.
A partir da década de 1930, o não muçulmanos residentes em Cihangir e Beyoğlu em geral partiram, por vezes de forma mais ou menos forçada, tendo sido substituídos por muçulmanos de outras partes de Istambul e imigrantes internos vindos principalmente da Anatólia Oriental. Posteriormente, a maior parte da classe média muçulmana também abandonou o bairro. Na década de 1970, Cihangir era conhecido como um bairro onde imigrantes anatólios viviam lado a lado com artistas e intelectuais.